# Demogenes
Demogenes is een geslacht van spinnen uit de  familie van de Thomisidae (krabspinnen).

## Soorten
- Demogenes andamanensis (Tikader, 1980)
- Demogenes lugens (Thorell, 1881)